# Pablo Dimcheff

a Compétitions nationales et continentales officielles uniquement.

b Matchs officiels uniquement.
Dernière mise à jour le 7 juillet 2025.
Pablo Dimcheff, né le  1er juillet 1999 à Buenos Aires (Argentine), est un joueur de rugby à XV évoluant au poste de talonneur avec Colomiers Rugby. Il est international italien depuis 2025.

## Carrière

### En club
Pablo Dimcheff a été formé au sein du Club Pucará en Argentine qu'il a rejoint en 2016. Il fait ses débuts avec ce club lors de la saison 2018-2019. En 2019, il rejoint la franchise argentine des Jaguares qui évolue en Currie Cup first division,.
En juillet 2020, il rejoint la France et la Pro D2 sous les couleurs du Soyaux Angoulême XV Charente. Lors de la saison 2020-2021, il dispute 10 matchs avec l'équipe professionnelle et inscrit un essai face à l'US Carcassonne pour le compte de la dernière journée de championnat.
En juin 2021, il s'engage en Top 14 avec l'Union Bordeaux Bègles. En mars 2022, peu utilisé par l'UBB, il est prêté au Stade montois en Pro D2 en tant que joker médical de José Luis González jusqu'à la fin de la saison. Il dispute son premier match face à l'Aviron bayonnais en tant que remplaçant, puis la semaine suivante, il est titularisé lors du déplacement au Stade aurillacois. Il participe en tant que remplaçant au match de barrage d'accession en Top 14 face à l'USA Perpignan en rentrant à la 59e minute à la place de Romain Latterrade.
Pour la saison 2022-2023, il fait son retour dans l'effectif bordelais mais le 6 novembre 2022, après avoir disputé seulement quatre matchs, il se blesse face à la Section paloise et souffre d'une rupture des ligaments croisés qui l'éloigne des terrains plusieurs mois. Finalement, il ne reviendra pas de la saison.
En janvier 2023, il s'engage en Pro D2 avec Colomiers rugby jusqu'en juin 2025 à partir de la saison 2023-2024. Durant la saison 2023-2024, il n'est pas épargné par les blessures. Il se blesse au ménisque dès la 2e journée de Pro D2 et manque plusieurs semaines de compétition. Puis, peu après son retour, il souffre d'une déchirure du mollet. Finalement, il ne dispute que neuf matchs de championnat.
Durant la saison 2024-2025, il inscrit dix essais dont huit d'entre eux sont marqués en sortis de banc. Au total, il dispute 24 matchs de championnat. En février 2025, il prolonge son contrat jusqu'en juin 2028.

### En sélection
En 2019, il participe au championnat du monde junior avec l'équipe d'Argentine des moins de 20 ans. Il dispute cinq matchs et marque un essai.
Grâce à ses origine italienne via ses grands-parents, il est sélectionné en juin 2025 avec l'équipe d'Italie pour disputer la tournée d'été. Il obtient sa première sélection le 5 juillet 2025 face à l'Afrique du Sud, marquant un essai à cette occasion.

## Palmarès
- Vainqueur de la Currie Cup First division en 2019 avec les Jaguares.